# Gornja Trnava (Prokuplje)
Pour les articles homonymes, voir Gornja Trnava.
Gornja Trnava (en serbe cyrillique : Горња Трнава) est un village de Serbie situé dans la municipalité de Prokuplje, district de Toplica. Au recensement de 2011, il comptait 304 habitants.

## Démographie
| 1948 | 1953 | 1961 | 1971 | 1981 | 1991 | 2002 | 2011 |
| ---- | ---- | ---- | ---- | ---- | ---- | ---- | ---- |
| 796  | 841  | 817  | 628  | 503  | 445  | 429  | 304  |

|  |

## Personnalité
Le peintre Dušan Jevtović (1925-2011) est né dans le village ; il est notamment présent dans les collections du Musée d'art naïf et marginal de Jagodina.